# Istoria Țării Bârsei
Istoria Țării Bârsei se întinde pe parcursul a mai multor milenii, de la primele dovezi ale civilizației pe aceste locuri (paleolitic) până astăzi.

## Evul Mediu

Formaţiuni politice româneşti în secolele IX - XIII

Către 1200 oștile maghiare au ajuns pe linia Oltului, încercând, fără succes deocamdată, să exercite influențe și pe malul stâng al acestuia. Această zonă a Transilvaniei era deseori pustiită de invazii din afara arcului carpatic, ceea ce a impus găsirea unor soluții de apărare.

### Așezarea Cavalerilor Teutoni

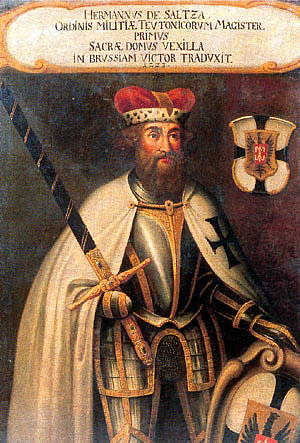
Hermann von Salza, maestru al Ordinului teutonic între 1209 şi 1239

Datorită faptului că trupele regale, aflate în număr redus în zona Țării Bârsei, nu reușeau să facă față invaziilor străine, regele maghiar Andrei al II-lea a acordat o diplomă Cavalerilor Teutoni, în 1211, prin care acestora li se dona zona de graniță din sud-estul Transilvaniei. 
„Am dat această țară ... deși pustiită (sălbatică) și nelocuită ... ca să o locuiască în pace. Pe deasupra le-am lăsat pe deplin târgurile libere și vămile târgurilor din acel ținut... Mai hotărâm ca nici un voievod să nu aibă dreptul de a se coborî (a se îndrepta) asupra lor.”—Diploma lui Andrei al II-lea
Această diplomă va fi confirmată ulterior prin altele, care le mai acordau și alte drepturi suplimentare.
O dată așezați, cavalerii colonizează în aceste zone populații de origine germană (sași), care s-au așezat printre autohtoni (români și pecenegi) și au asigurat ordinului militar cele necesare. Noii veniți construiesc fortificații și revigorează viața economică a regiunii, asigurând securitatea localnicilor. Treptat, după ce puterea acestora a crescut, cavalerii teutoni s-au desolidarizat de regele maghiar, având un conflict cu acesta încă din anul 1221. Aplanat cu ajutorul papei, peste trei ani va reizbucni din nou, maestrul ordinului vrând să treacă teritoriul stăpânit sub ascultarea Papei. De aceea, în 1225, regele maghiar a purtat o luptă decisivă împotriva ordinului, învingându-l și alungându-l din Țara Bârsei. 
Sașii colonizați au rămas în continuare pe aceste locuri, sub comanda unui conte numit de rege, continuând să dezvolte regiunea. Ulterior, pe aceste locuri s-au stabilit și unguri și secui.

### Reforma protestantă

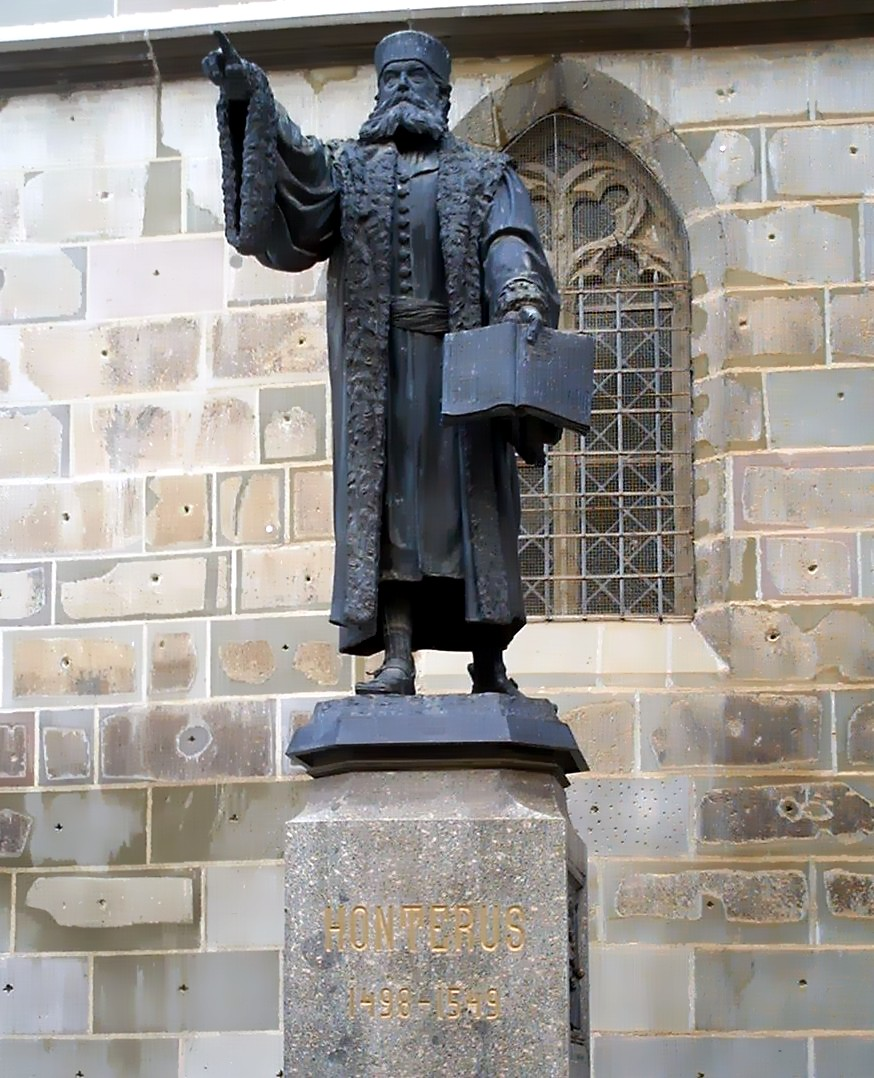
Statuia lui Honterus din Braşov

În 1533, Johannes Honterus răspunde invitației consiliului brașovean de a se reîntoarce în orașul său natal, după ce își făcuse studiile la universitățile din Viena, Cracovia și Basel. La revenirea sa, a adus cu sine și o presă tipografică, ce îi va servi la fabricarea primelor cărți tipărite din Transilvania.
Vreme de 9 ani, Johannes Honterus a profesat ca învățător la școala săsească din oraș, făcând cunoscute în tot acest timp învățăturile lui Martin Luther printre brașoveni.
În 1543, îi apare lucrarea „Cărticica de reformare pentru Brașov și Țara Bârsei”, în urmă căreia are loc reformarea bisericii. Un sprijin important în desfășurarea acestei acțiuni i-a fost dat lui Honterus de către juzii Lukas Hirscher, Johann Fuchs și Hans Benkner, precum și de către conducerea Brașovului.
În același an, regina Isabella a convocat, la Alba-Iulia, o dietă, în care Honterus trebuia să fie tras la răspundere pentru fapta sa. Episcopul de Oradea dorea chiar să îl ardă pe rug, ca eretic. La dietă a mers însă doar judele Fuchs, care a susținut cu succes cauza reformării. După întoarcerea delegației brașovene, conducerea orașului a depus un jurământ festiv prin care se lega ca, de acum înainte, să se ghideze în problemele bisericii numai după cărticica lui Honterus. Un an mai târziu, reformatorul brașovean este ales preot al orașului.
În 1547, Honterus își dezvoltă lucrarea din 1543, publicând „Regulamentul bisericesc al tuturor germanilor din Transilvania”. Luther a rămas plăcut impresionat de această carte, precum și de cel care a scris-o. Universitatea Săsească a hotărât în 1550 ca toate bisericile și toți preoții sași să se orienteze după conținutul acelei cărți. Honterus decedase cu un an înainte.

### Marele incendiu din 1689
În dup-amiaza zilei de 21 aprilie 1689 izbucnește în Brașov, pe Ulița Funarilor (actuala stradă a Castelului), un incendiu întețit de un vânt puternic. În câteva zeci de minute, focul răspândit de vânt cuprinde întreaga parte a Brașovului dinspre Tâmpa. Apar alte focare, în Târgul Cailor (G. Barițiu) și pe strada Porții (Republicii) astfel încât în doar câteva ore întreg Brașovul este cuprins de flăcări. Chiar clădiri izolate precum Turnul Alb, Turnul Negru, Casa Sfatului sau Biserica Neagră au fost atinse de para focului, astfel că, în scurtă vreme, acoperișurile ultimelor două s-au prăbușit, vitraliile s-au spart, orga și clopotele s-au topit (ultimele căzând peste ceasul din turn, distrugându-l), iar altarul și toate bunurile dinlăuntru au fost arse. A pierit și vestita bibliotecă a lui Johannes Honterus, plină cu incunabule și manuscrise vechi, și atelierele meșteșugărești împreună cu sculele și mărfurile depozitate.
S-au numărat circa 300 de victime, iar pagubele materiale au fost imposibil de evaluat. Practic, întreg orașul a fost distrus, iar puterea economică a acestuia a fost redusă la zero. Ani la rând, Brașovul a rămas o ruină înnegrită de fum. De atunci Biserica Sf. Maria și Turnul Negru poartă numele de „Negre”, datorită culorii zidurilor lor.
Au reușit să fie salvate din incendiu biserica iezuiților, magazia militară și Bastionul Țesătorilor, în dreptul cărora a fost asigurată o pază militară strictă.
Unii contemporani au lansat ideea că incendierea a fost premeditată, fiind efectuată de către trupele imperiale, la ordinul superiorilor. Se vorbește chiar despre bombardarea orașului, în timpul incendiului, de către bateria de tunuri din Cetățuie, ce reprezenta la acea vreme garnizoana trupelor habsburgice. Motivele ar fi fost multiple, printre cele mai plauzibile fiind o răzbunare împotriva răscoalei din anul precedent precum și dorința de a da o lovitură luteranilor, ce nu erau simpatizați.